# Volta a Noruega 2019
La Volta a Noruega 2019, 9a edició de la Volta a Noruega, es va disputar entre el 28 de maig i el 2 de juny de 2019 sobre un recorregut de 1.081,3 km repartits entre sis etapes. La cursa formava part del calendari de l'UCI Europa Tour 2019, amb una categoria 2.HC.
El vencedor fou el noruec Alexander Kristoff (UAE Team Emirates), que s'imposà per tres segons al seu compatriota Kristoffer Halvorsen (Team Ineos) i per cinc al també noruec Edvald Boasson Hagen (Dimension Data).

## Equips
Vint-i-un equips van prendre part en aquesta edició de la Volta a Noruega: onze UCI WorldTeams, set equips continentals professionals i tres equips continentals.
| WorldTeams (11)- Dimension Data - Team Jumbo-Visma - Team Sunweb - Ineos - Trek-Segafredo - Lotto Soudal - Mitchelton-Scott - Deceuninck-Quick Step - EF Education First - UAE Team Emirates - Astana Equips continentals professionals (7)- Roompot-Charles - Caja Rural-Seguros RGA - Sport Vlaanderen-Baloise - Israel Cycling Academy - Riwal Readynez - Delko-Marseille Provence - Arkéa-Samsic Equips continentals (3)- Coop - Uno-X Norwegian Development - Joker Fuel of Norway |
| |

## Etapes
| Etapa    | Data       | Ciutats d'etapa        | type              | Distància (km) | Vencedor de l'etapa  | Líder de la general  |
| -------- | ---------- | ---------------------- | ----------------- | -------------- | -------------------- | -------------------- |
| 1a etapa | 28 de maig | Stavanger – Egersund   | etapa plana       | 168,2          | Cees Bol             | Cees Bol             |
| 2a etapa | 29 de maig | Liknes – Mandal        | etapa plana       | 174            | Álvaro Hodeg Chagui  | Cees Bol             |
| 3a etapa | 30 de maig | Lyngdal – Kristiansand | etapa accidentada | 180            | Edvald Boasson Hagen | Edvald Boasson Hagen |
| 4a etapa | 31 de maig | Arendal – Sandefjord   | etapa plana       | 224            | Edoardo Affini       | Edvald Boasson Hagen |
| 5a etapa | 1 de juny  | Skien – Drammen        | etapa accidentada | 159,7          | Alexander Kristoff   | Alexander Kristoff   |
| 6a etapa | 2 de juny  | Gran – Hønefoss        | etapa accidentada | 175,4          | Kristoffer Halvorsen | Alexander Kristoff   |

### Etapa 1
| \| Classificació de l'etapa \| Classificació de l'etapa \| Classificació de l'etapa \| Classificació de l'etapa \| Classificació de l'etapa \| \| Corredor \| Corredor \| Equip \| Temps \| \| \| ------------------------ \| ------------------------ \| ------------------------ \| ------------------------ \| ------------------------ \| \| 1r \| Cees Bol \| Team Sunweb \| 3h 55' 12" \| \| \| 2n \| Eduard-Michael Grosu \| Delko Marseille Provence \| + 0" \| \| \| 3r \| Alexander Kristoff \| UAE Team Emirates \| + 0" \| \| \| 4t \| Lawrence Naesen \| Lotto-Soudal \| + 0" \| \| \| 5è \| Kristoffer Halvorsen \| Team Ineos \| + 0" \| \| \| 6è \| Moreno Hofland \| EF Education First \| + 0" \| \| \| 7è \| Trond Håkon Trondsen \| Team Coop \| + 0" \| \| \| 8è \| Tom Van Asbroeck \| Israel Cycling Academy \| + 0" \| \| \| 9è \| Matteo Malucelli \| Caja Rural-Seguros RGA \| + 0" \| \| \| 10è \| Tim Wellens \| Lotto-Soudal \| + 0" \| \| |                      |                          |            |
| |                      |                          |            |
| Font: ProCyclingStats |                      |                          |            |
| Classificació de l'etapa |                      |                          |            |
| Corredor | Corredor             | Equip                    | Temps      |
| 1r | Cees Bol             | Team Sunweb              | 3h 55' 12" |
| 2n | Eduard-Michael Grosu | Delko Marseille Provence | + 0"       |
| 3r | Alexander Kristoff   | UAE Team Emirates        | + 0"       |
| 4t | Lawrence Naesen      | Lotto-Soudal             | + 0"       |
| 5è | Kristoffer Halvorsen | Team Ineos               | + 0"       |
| 6è | Moreno Hofland       | EF Education First       | + 0"       |
| 7è | Trond Håkon Trondsen | Team Coop                | + 0"       |
| 8è | Tom Van Asbroeck     | Israel Cycling Academy   | + 0"       |
| 9è | Matteo Malucelli     | Caja Rural-Seguros RGA   | + 0"       |
| 10è | Tim Wellens          | Lotto-Soudal             | + 0"       |

| \| Classificació general \| Classificació general \| Classificació general \| Classificació general \| Classificació general \| \| Corredor \| Corredor \| Equip \| Temps \| \| \| --------------------- \| --------------------- \| ------------------------ \| --------------------- \| --------------------- \| \| 1r \| Cees Bol \| Team Sunweb \| 3h 55' 02" \| \| \| 2n \| Eduard-Michael Grosu \| Delko Marseille Provence \| + 4" \| \| \| 3r \| Alexander Kristoff \| UAE Team Emirates \| + 6" \| \| \| 4t \| Jacob Eriksson \| Team Coop \| + 9" \| \| \| 5è \| Lawrence Naesen \| Lotto-Soudal \| + 10" \| \| \| 6è \| Kristoffer Halvorsen \| Team Ineos \| + 10" \| \| \| 7è \| Moreno Hofland \| EF Education First \| + 10" \| \| \| 8è \| Trond Håkon Trondsen \| Team Coop \| + 10" \| \| \| 9è \| Tom Van Asbroeck \| Israel Cycling Academy \| + 10" \| \| \| 10è \| Matteo Malucelli \| Caja Rural-Seguros RGA \| + 10" \| \| |                      |                          |            |
| |                      |                          |            |
| Font: ProCyclingStats |                      |                          |            |
| Classificació general |                      |                          |            |
| Corredor | Corredor             | Equip                    | Temps      |
| 1r | Cees Bol             | Team Sunweb              | 3h 55' 02" |
| 2n | Eduard-Michael Grosu | Delko Marseille Provence | + 4"       |
| 3r | Alexander Kristoff   | UAE Team Emirates        | + 6"       |
| 4t | Jacob Eriksson       | Team Coop                | + 9"       |
| 5è | Lawrence Naesen      | Lotto-Soudal             | + 10"      |
| 6è | Kristoffer Halvorsen | Team Ineos               | + 10"      |
| 7è | Moreno Hofland       | EF Education First       | + 10"      |
| 8è | Trond Håkon Trondsen | Team Coop                | + 10"      |
| 9è | Tom Van Asbroeck     | Israel Cycling Academy   | + 10"      |
| 10è | Matteo Malucelli     | Caja Rural-Seguros RGA   | + 10"      |

### Etapa 2
| \| Classificació de l'etapa \| Classificació de l'etapa \| Classificació de l'etapa \| Classificació de l'etapa \| Classificació de l'etapa \| \| Corredor \| Corredor \| Equip \| Temps \| \| \| ------------------------ \| ------------------------ \| ------------------------ \| ------------------------ \| ------------------------ \| \| 1r \| Álvaro Hodeg Chagui \| Deceuninck-Quick Step \| 4h 09' 18" \| \| \| 2n \| Kristoffer Halvorsen \| Team Ineos \| + 0" \| \| \| 3r \| Edvald Boasson Hagen \| Dimension Data \| + 0" \| \| \| 4t \| Alexander Kristoff \| UAE Team Emirates \| + 0" \| \| \| 5è \| Alex Kirsch \| Trek-Segafredo \| + 0" \| \| \| 6è \| Eduard-Michael Grosu \| Delko Marseille Provence \| + 0" \| \| \| 7è \| Tom Van Asbroeck \| Israel Cycling Academy \| + 0" \| \| \| 8è \| Cees Bol \| Team Sunweb \| + 0" \| \| \| 9è \| Luka Mezgec \| Mitchelton-Scott \| + 0" \| \| \| 10è \| Boy van Poppel \| Roompot-Charles \| + 0" \| \| |                      |                          |            |
| |                      |                          |            |
| Font: ProCyclingStats |                      |                          |            |
| Classificació de l'etapa |                      |                          |            |
| Corredor | Corredor             | Equip                    | Temps      |
| 1r | Álvaro Hodeg Chagui  | Deceuninck-Quick Step    | 4h 09' 18" |
| 2n | Kristoffer Halvorsen | Team Ineos               | + 0"       |
| 3r | Edvald Boasson Hagen | Dimension Data           | + 0"       |
| 4t | Alexander Kristoff   | UAE Team Emirates        | + 0"       |
| 5è | Alex Kirsch          | Trek-Segafredo           | + 0"       |
| 6è | Eduard-Michael Grosu | Delko Marseille Provence | + 0"       |
| 7è | Tom Van Asbroeck     | Israel Cycling Academy   | + 0"       |
| 8è | Cees Bol             | Team Sunweb              | + 0"       |
| 9è | Luka Mezgec          | Mitchelton-Scott         | + 0"       |
| 10è | Boy van Poppel       | Roompot-Charles          | + 0"       |

| \| Classificació general \| Classificació general \| Classificació general \| Classificació general \| Classificació general \| \| Corredor \| Corredor \| Equip \| Temps \| \| \| --------------------- \| --------------------- \| --------------------------- \| --------------------- \| --------------------- \| \| 1r \| Cees Bol \| Team Sunweb \| 8h 04' 20" \| \| \| 2n \| Álvaro Hodeg Chagui \| Deceuninck-Quick Step \| + 0" \| \| \| 3r \| Kristoffer Halvorsen \| Team Ineos \| + 4" \| \| \| 4t \| Eduard-Michael Grosu \| Delko Marseille Provence \| + 4" \| \| \| 5è \| Franck Bonnamour \| Arkéa-Samsic \| + 5" \| \| \| 6è \| Alexander Kristoff \| UAE Team Emirates \| + 6" \| \| \| 7è \| Edvald Boasson Hagen \| Dimension Data \| + 6" \| \| \| 8è \| Taco van der Hoorn \| Team Jumbo-Visma \| + 7" \| \| \| 9è \| Markus Hoelgaard \| Uno-X Norwegian Development \| + 7" \| \| \| 10è \| Omer Goldstein \| Israel Cycling Academy \| + 9" \| \| |                      |                             |            |
| |                      |                             |            |
| Font: ProCyclingStats |                      |                             |            |
| Classificació general |                      |                             |            |
| Corredor | Corredor             | Equip                       | Temps      |
| 1r | Cees Bol             | Team Sunweb                 | 8h 04' 20" |
| 2n | Álvaro Hodeg Chagui  | Deceuninck-Quick Step       | + 0"       |
| 3r | Kristoffer Halvorsen | Team Ineos                  | + 4"       |
| 4t | Eduard-Michael Grosu | Delko Marseille Provence    | + 4"       |
| 5è | Franck Bonnamour     | Arkéa-Samsic                | + 5"       |
| 6è | Alexander Kristoff   | UAE Team Emirates           | + 6"       |
| 7è | Edvald Boasson Hagen | Dimension Data              | + 6"       |
| 8è | Taco van der Hoorn   | Team Jumbo-Visma            | + 7"       |
| 9è | Markus Hoelgaard     | Uno-X Norwegian Development | + 7"       |
| 10è | Omer Goldstein       | Israel Cycling Academy      | + 9"       |

### Etapa 3
| \| Classificació de l'etapa \| Classificació de l'etapa \| Classificació de l'etapa \| Classificació de l'etapa \| Classificació de l'etapa \| \| Corredor \| Corredor \| Equip \| Temps \| \| \| ------------------------ \| ------------------------ \| ------------------------ \| ------------------------ \| ------------------------ \| \| 1r \| Edvald Boasson Hagen \| Dimension Data \| 4h 25' 47" \| \| \| 2n \| Joris Nieuwenhuis \| Team Sunweb \| + 2" \| \| \| 3r \| Alexander Kristoff \| UAE Team Emirates \| + 3" \| \| \| 4t \| Cees Bol \| Team Sunweb \| + 3" \| \| \| 5è \| Alex Kirsch \| Trek-Segafredo \| + 3" \| \| \| 6è \| Davide Martinelli \| Deceuninck-Quick Step \| + 3" \| \| \| 7è \| Luka Mezgec \| Mitchelton-Scott \| + 3" \| \| \| 8è \| Tom Van Asbroeck \| Israel Cycling Academy \| + 3" \| \| \| 9è \| Kristoffer Halvorsen \| Team Ineos \| + 3" \| \| \| 10è \| Marc Hirschi \| Team Sunweb \| + 3" \| \| |                      |                        |            |
| |                      |                        |            |
| Font: ProCyclingStats |                      |                        |            |
| Classificació de l'etapa |                      |                        |            |
| Corredor | Corredor             | Equip                  | Temps      |
| 1r | Edvald Boasson Hagen | Dimension Data         | 4h 25' 47" |
| 2n | Joris Nieuwenhuis    | Team Sunweb            | + 2"       |
| 3r | Alexander Kristoff   | UAE Team Emirates      | + 3"       |
| 4t | Cees Bol             | Team Sunweb            | + 3"       |
| 5è | Alex Kirsch          | Trek-Segafredo         | + 3"       |
| 6è | Davide Martinelli    | Deceuninck-Quick Step  | + 3"       |
| 7è | Luka Mezgec          | Mitchelton-Scott       | + 3"       |
| 8è | Tom Van Asbroeck     | Israel Cycling Academy | + 3"       |
| 9è | Kristoffer Halvorsen | Team Ineos             | + 3"       |
| 10è | Marc Hirschi         | Team Sunweb            | + 3"       |

| \| Classificació general \| Classificació general \| Classificació general \| Classificació general \| Classificació general \| \| Corredor \| Corredor \| Equip \| Temps \| \| \| --------------------- \| --------------------- \| --------------------------- \| --------------------- \| --------------------- \| \| 1r \| Edvald Boasson Hagen \| Dimension Data \| 12h 30' 03" \| \| \| 2n \| Cees Bol \| Team Sunweb \| + 7" \| \| \| 3r \| Alexander Kristoff \| UAE Team Emirates \| + 9" \| \| \| 4t \| Joris Nieuwenhuis \| Team Sunweb \| + 10" \| \| \| 5è \| Kristoffer Halvorsen \| Team Ineos \| + 11" \| \| \| 6è \| Franck Bonnamour \| Arkéa-Samsic \| + 12" \| \| \| 7è \| Taco van der Hoorn \| Team Jumbo-Visma \| + 14" \| \| \| 8è \| Markus Hoelgaard \| Uno-X Norwegian Development \| + 14" \| \| \| 9è \| Omer Goldstein \| Israel Cycling Academy \| + 16" \| \| \| 10è \| Jacob Eriksson \| Team Coop \| + 16" \| \| |                      |                             |             |
| |                      |                             |             |
| Font: ProCyclingStats |                      |                             |             |
| Classificació general |                      |                             |             |
| Corredor | Corredor             | Equip                       | Temps       |
| 1r | Edvald Boasson Hagen | Dimension Data              | 12h 30' 03" |
| 2n | Cees Bol             | Team Sunweb                 | + 7"        |
| 3r | Alexander Kristoff   | UAE Team Emirates           | + 9"        |
| 4t | Joris Nieuwenhuis    | Team Sunweb                 | + 10"       |
| 5è | Kristoffer Halvorsen | Team Ineos                  | + 11"       |
| 6è | Franck Bonnamour     | Arkéa-Samsic                | + 12"       |
| 7è | Taco van der Hoorn   | Team Jumbo-Visma            | + 14"       |
| 8è | Markus Hoelgaard     | Uno-X Norwegian Development | + 14"       |
| 9è | Omer Goldstein       | Israel Cycling Academy      | + 16"       |
| 10è | Jacob Eriksson       | Team Coop                   | + 16"       |

### Etapa 4
| \| Classificació de l'etapa \| Classificació de l'etapa \| Classificació de l'etapa \| Classificació de l'etapa \| Classificació de l'etapa \| \| Corredor \| Corredor \| Equip \| Temps \| \| \| ------------------------ \| ------------------------ \| --------------------------- \| ------------------------ \| ------------------------ \| \| 1r \| Edoardo Affini \| Mitchelton-Scott \| 5h 07' 30" \| \| \| 2n \| Anders Skaarseth \| Uno-X Norwegian Development \| + 0" \| \| \| 3r \| Sander Armée \| Lotto-Soudal \| + 0" \| \| \| 4t \| Rasmus Christian Quaade \| Riwal Readynez \| + 0" \| \| \| 5è \| Daniel Turek \| Israel Cycling Academy \| + 0" \| \| \| 6è \| Alexander Kristoff \| UAE Team Emirates \| + 7" \| \| \| 7è \| Yves Lampaert \| Deceuninck-Quick Step \| + 7" \| \| \| 8è \| Tom Van Asbroeck \| Israel Cycling Academy \| + 7" \| \| \| 9è \| Ben Swift \| Team Ineos \| + 7" \| \| \| 10è \| Eduard-Michael Grosu \| Delko Marseille Provence \| + 7" \| \| |                         |                             |            |
| |                         |                             |            |
| Font: ProCyclingStats |                         |                             |            |
| Classificació de l'etapa |                         |                             |            |
| Corredor | Corredor                | Equip                       | Temps      |
| 1r | Edoardo Affini          | Mitchelton-Scott            | 5h 07' 30" |
| 2n | Anders Skaarseth        | Uno-X Norwegian Development | + 0"       |
| 3r | Sander Armée            | Lotto-Soudal                | + 0"       |
| 4t | Rasmus Christian Quaade | Riwal Readynez              | + 0"       |
| 5è | Daniel Turek            | Israel Cycling Academy      | + 0"       |
| 6è | Alexander Kristoff      | UAE Team Emirates           | + 7"       |
| 7è | Yves Lampaert           | Deceuninck-Quick Step       | + 7"       |
| 8è | Tom Van Asbroeck        | Israel Cycling Academy      | + 7"       |
| 9è | Ben Swift               | Team Ineos                  | + 7"       |
| 10è | Eduard-Michael Grosu    | Delko Marseille Provence    | + 7"       |

| \| Classificació general \| Classificació general \| Classificació general \| Classificació general \| Classificació general \| \| Corredor \| Corredor \| Equip \| Temps \| \| \| --------------------- \| --------------------- \| --------------------------- \| --------------------- \| --------------------- \| \| 1r \| Edvald Boasson Hagen \| Dimension Data \| 17h 37' 40" \| \| \| 2n \| Edoardo Affini \| Mitchelton-Scott \| + 0" \| \| \| 3r \| Cees Bol \| Team Sunweb \| + 7" \| \| \| 4t \| Alexander Kristoff \| UAE Team Emirates \| + 8" \| \| \| 5è \| Anders Skaarseth \| Uno-X Norwegian Development \| + 9" \| \| \| 6è \| Joris Nieuwenhuis \| Team Sunweb \| + 10" \| \| \| 7è \| Daniel Turek \| Israel Cycling Academy \| + 10" \| \| \| 8è \| Sander Armée \| Lotto-Soudal \| + 10" \| \| \| 9è \| Kristoffer Halvorsen \| Team Ineos \| + 11" \| \| \| 10è \| Franck Bonnamour \| Arkéa-Samsic \| + 12" \| \| |                      |                             |             |
| |                      |                             |             |
| Font: ProCyclingStats |                      |                             |             |
| Classificació general |                      |                             |             |
| Corredor | Corredor             | Equip                       | Temps       |
| 1r | Edvald Boasson Hagen | Dimension Data              | 17h 37' 40" |
| 2n | Edoardo Affini       | Mitchelton-Scott            | + 0"        |
| 3r | Cees Bol             | Team Sunweb                 | + 7"        |
| 4t | Alexander Kristoff   | UAE Team Emirates           | + 8"        |
| 5è | Anders Skaarseth     | Uno-X Norwegian Development | + 9"        |
| 6è | Joris Nieuwenhuis    | Team Sunweb                 | + 10"       |
| 7è | Daniel Turek         | Israel Cycling Academy      | + 10"       |
| 8è | Sander Armée         | Lotto-Soudal                | + 10"       |
| 9è | Kristoffer Halvorsen | Team Ineos                  | + 11"       |
| 10è | Franck Bonnamour     | Arkéa-Samsic                | + 12"       |

### Etapa 5
| \| Classificació de l'etapa \| Classificació de l'etapa \| Classificació de l'etapa \| Classificació de l'etapa \| Classificació de l'etapa \| \| Corredor \| Corredor \| Equip \| Temps \| \| \| ------------------------ \| ------------------------ \| ------------------------ \| ------------------------ \| ------------------------ \| \| 1r \| Alexander Kristoff \| UAE Team Emirates \| 3h 39' 44" \| \| \| 2n \| Álvaro Hodeg Chagui \| Deceuninck-Quick Step \| + 0" \| \| \| 3r \| Kristoffer Halvorsen \| Team Ineos \| + 0" \| \| \| 4t \| Edvald Boasson Hagen \| Dimension Data \| + 0" \| \| \| 5è \| Yves Lampaert \| Deceuninck-Quick Step \| + 0" \| \| \| 6è \| Moreno Hofland \| EF Education First \| + 0" \| \| \| 7è \| Alex Frame \| Trek-Segafredo \| + 0" \| \| \| 8è \| Lawrence Naesen \| Lotto-Soudal \| + 0" \| \| \| 9è \| Luka Mezgec \| Mitchelton-Scott \| + 0" \| \| \| 10è \| Tom Van Asbroeck \| Israel Cycling Academy \| + 0" \| \| |                      |                        |            |
| |                      |                        |            |
| Font: ProCyclingStats |                      |                        |            |
| Classificació de l'etapa |                      |                        |            |
| Corredor | Corredor             | Equip                  | Temps      |
| 1r | Alexander Kristoff   | UAE Team Emirates      | 3h 39' 44" |
| 2n | Álvaro Hodeg Chagui  | Deceuninck-Quick Step  | + 0"       |
| 3r | Kristoffer Halvorsen | Team Ineos             | + 0"       |
| 4t | Edvald Boasson Hagen | Dimension Data         | + 0"       |
| 5è | Yves Lampaert        | Deceuninck-Quick Step  | + 0"       |
| 6è | Moreno Hofland       | EF Education First     | + 0"       |
| 7è | Alex Frame           | Trek-Segafredo         | + 0"       |
| 8è | Lawrence Naesen      | Lotto-Soudal           | + 0"       |
| 9è | Luka Mezgec          | Mitchelton-Scott       | + 0"       |
| 10è | Tom Van Asbroeck     | Israel Cycling Academy | + 0"       |

| \| Classificació general \| Classificació general \| Classificació general \| Classificació general \| Classificació general \| \| Corredor \| Corredor \| Equip \| Temps \| \| \| --------------------- \| --------------------- \| --------------------------- \| --------------------- \| --------------------- \| \| 1r \| Alexander Kristoff \| UAE Team Emirates \| 21h 17' 22" \| \| \| 2n \| Edvald Boasson Hagen \| Dimension Data \| + 1" \| \| \| 3r \| Edoardo Affini \| Mitchelton-Scott \| + 2" \| \| \| 4t \| Kristoffer Halvorsen \| Team Ineos \| + 9" \| \| \| 5è \| Cees Bol \| Team Sunweb \| + 9" \| \| \| 6è \| Anders Skaarseth \| Uno-X Norwegian Development \| + 11" \| \| \| 7è \| Joris Nieuwenhuis \| Team Sunweb \| + 12" \| \| \| 8è \| Daniel Turek \| Israel Cycling Academy \| + 12" \| \| \| 9è \| Sander Armée \| Lotto-Soudal \| + 12" \| \| \| 10è \| Franck Bonnamour \| Arkéa-Samsic \| + 14" \| \| |                      |                             |             |
| |                      |                             |             |
| Font: ProCyclingStats |                      |                             |             |
| Classificació general |                      |                             |             |
| Corredor | Corredor             | Equip                       | Temps       |
| 1r | Alexander Kristoff   | UAE Team Emirates           | 21h 17' 22" |
| 2n | Edvald Boasson Hagen | Dimension Data              | + 1"        |
| 3r | Edoardo Affini       | Mitchelton-Scott            | + 2"        |
| 4t | Kristoffer Halvorsen | Team Ineos                  | + 9"        |
| 5è | Cees Bol             | Team Sunweb                 | + 9"        |
| 6è | Anders Skaarseth     | Uno-X Norwegian Development | + 11"       |
| 7è | Joris Nieuwenhuis    | Team Sunweb                 | + 12"       |
| 8è | Daniel Turek         | Israel Cycling Academy      | + 12"       |
| 9è | Sander Armée         | Lotto-Soudal                | + 12"       |
| 10è | Franck Bonnamour     | Arkéa-Samsic                | + 14"       |

### Etapa 6
| \| Classificació de l'etapa \| Classificació de l'etapa \| Classificació de l'etapa \| Classificació de l'etapa \| Classificació de l'etapa \| \| Corredor \| Corredor \| Equip \| Temps \| \| \| ------------------------ \| ------------------------ \| ------------------------ \| ------------------------ \| ------------------------ \| \| 1r \| Kristoffer Halvorsen \| Team Ineos \| 4h 02' 40" \| \| \| 2n \| Cees Bol \| Team Sunweb \| + 0" \| \| \| 3r \| Alexander Kristoff \| UAE Team Emirates \| + 0" \| \| \| 4t \| Luka Mezgec \| Mitchelton-Scott \| + 0" \| \| \| 5è \| Ben Swift \| Team Ineos \| + 0" \| \| \| 6è \| Yves Lampaert \| Deceuninck-Quick Step \| + 0" \| \| \| 7è \| Alex Kirsch \| Trek-Segafredo \| + 0" \| \| \| 8è \| Joris Nieuwenhuis \| Team Sunweb \| + 0" \| \| \| 9è \| August Jensen \| Israel Cycling Academy \| + 0" \| \| \| 10è \| Edoardo Affini \| Mitchelton-Scott \| + 0" \| \| |                      |                        |            |
| |                      |                        |            |
| Font: ProCyclingStats |                      |                        |            |
| Classificació de l'etapa |                      |                        |            |
| Corredor | Corredor             | Equip                  | Temps      |
| 1r | Kristoffer Halvorsen | Team Ineos             | 4h 02' 40" |
| 2n | Cees Bol             | Team Sunweb            | + 0"       |
| 3r | Alexander Kristoff   | UAE Team Emirates      | + 0"       |
| 4t | Luka Mezgec          | Mitchelton-Scott       | + 0"       |
| 5è | Ben Swift            | Team Ineos             | + 0"       |
| 6è | Yves Lampaert        | Deceuninck-Quick Step  | + 0"       |
| 7è | Alex Kirsch          | Trek-Segafredo         | + 0"       |
| 8è | Joris Nieuwenhuis    | Team Sunweb            | + 0"       |
| 9è | August Jensen        | Israel Cycling Academy | + 0"       |
| 10è | Edoardo Affini       | Mitchelton-Scott       | + 0"       |

## Classificació final
| \| Classificació general \| Classificació general \| Classificació general \| Classificació general \| Classificació general \| \| Corredor \| Corredor \| Equip \| Temps \| \| \| --------------------- \| --------------------- \| --------------------------- \| --------------------- \| --------------------- \| \| 1r \| Alexander Kristoff \| UAE Team Emirates \| 25h 19' 58" \| \| \| 2n \| Kristoffer Halvorsen \| Team Ineos \| + 3" \| \| \| 3r \| Edvald Boasson Hagen \| Dimension Data \| + 5" \| \| \| 4t \| Edoardo Affini \| Mitchelton-Scott \| + 6" \| \| \| 5è \| Cees Bol \| Team Sunweb \| + 7" \| \| \| 6è \| Anders Skaarseth \| Uno-X Norwegian Development \| + 15" \| \| \| 7è \| Joris Nieuwenhuis \| Team Sunweb \| + 16" \| \| \| 8è \| Daniel Turek \| Israel Cycling Academy \| + 16" \| \| \| 9è \| Sander Armée \| Lotto-Soudal \| + 16" \| \| \| 10è \| Carl Fredrik Hagen \| Lotto-Soudal \| + 17" \| \| |                      |                             |             |
| |                      |                             |             |
| Font: ProCyclingStats |                      |                             |             |
| Classificació general |                      |                             |             |
| Corredor | Corredor             | Equip                       | Temps       |
| 1r | Alexander Kristoff   | UAE Team Emirates           | 25h 19' 58" |
| 2n | Kristoffer Halvorsen | Team Ineos                  | + 3"        |
| 3r | Edvald Boasson Hagen | Dimension Data              | + 5"        |
| 4t | Edoardo Affini       | Mitchelton-Scott            | + 6"        |
| 5è | Cees Bol             | Team Sunweb                 | + 7"        |
| 6è | Anders Skaarseth     | Uno-X Norwegian Development | + 15"       |
| 7è | Joris Nieuwenhuis    | Team Sunweb                 | + 16"       |
| 8è | Daniel Turek         | Israel Cycling Academy      | + 16"       |
| 9è | Sander Armée         | Lotto-Soudal                | + 16"       |
| 10è | Carl Fredrik Hagen   | Lotto-Soudal                | + 17"       |

## Classificacions secundàries

### Classificació per punts
| Classificació per punts | Classificació per punts | Classificació per punts | Classificació per punts | Classificació per punts |
| Corredor                | Corredor                | Equip                   | Punts                   |                         |
| ----------------------- | ----------------------- | ----------------------- | ----------------------- | ----------------------- |
| 1r                      | Alexander Kristoff      | UAE Team Emirates       | 77 pts                  |                         |
| 2n                      | Kristoffer Halvorsen    | Team Ineos              | 64 pts                  |                         |
| 3r                      | Cees Bol                | Team Sunweb             | 56 pts                  |                         |
| 4t                      | Edvald Boasson Hagen    | Dimension Data          | 46 pts                  |                         |
| 5è                      | Tom Van Asbroeck        | Israel Cycling Academy  | 42 pts                  |                         |
| 6è                      | Alex Kirsch             | Trek-Segafredo          | 36 pts                  |                         |
| 7è                      | Luka Mezgec             | Mitchelton-Scott        | 35 pts                  |                         |
| 8è                      | Álvaro Hodeg Chagui     | Deceuninck-Quick Step   | 33 pts                  |                         |
| 9è                      | Yves Lampaert           | Deceuninck-Quick Step   | 33 pts                  |                         |
| 10è                     | Lawrence Naesen         | Lotto-Soudal            | 29 pts                  |                         |

### Classificació de la muntanya
| Classificació de la muntanya | Classificació de la muntanya | Classificació de la muntanya | Classificació de la muntanya | Classificació de la muntanya |
| Corredor                     | Corredor                     | Equip                        | Punts                        |                              |
| ---------------------------- | ---------------------------- | ---------------------------- | ---------------------------- | ---------------------------- |
| 1r                           | Elmar Reinders               | Roompot-Charles              | 20 pts                       |                              |
| 2n                           | Marc Hirschi                 | Team Sunweb                  | 19 pts                       |                              |
| 3r                           | Bjorg Lambrecht              | Lotto-Soudal                 | 16 pts                       |                              |
| 4t                           | Markus Hoelgaard             | Uno-X Norwegian Development  | 13 pts                       |                              |
| 5è                           | Remco Evenepoel              | Deceuninck-Quick Step        | 13 pts                       |                              |
| 6è                           | Tim Wellens                  | Lotto-Soudal                 | 10 pts                       |                              |
| 7è                           | Andreas Vangstad             | Joker Fuel of Norway         | 9 pts                        |                              |
| 8è                           | Nikita Stalnow               | Astana                       | 9 pts                        |                              |
| 9è                           | Carl Fredrik Hagen           | Lotto-Soudal                 | 9 pts                        |                              |
| 10è                          | Tom Van Asbroeck             | Israel Cycling Academy       | 9 pts                        |                              |

### Classificació dels joves
| Classificació del millor jove | Classificació del millor jove | Classificació del millor jove | Classificació del millor jove | Classificació del millor jove |
| Corredor                      | Corredor                      | Equip                         | Temps                         |                               |
| ----------------------------- | ----------------------------- | ----------------------------- | ----------------------------- | ----------------------------- |
| 1r                            | Kristoffer Halvorsen          | Team Ineos                    | 25h 20' 01"                   |                               |
| 2n                            | Edoardo Affini                | Mitchelton-Scott              | + 3"                          |                               |
| 3r                            | Joris Nieuwenhuis             | Team Sunweb                   | + 13"                         |                               |
| 4t                            | Marc Hirschi                  | Team Sunweb                   | + 17"                         |                               |
| 5è                            | Jacob Eriksson                | Team Coop                     | + 19"                         |                               |
| 6è                            | Bjorg Lambrecht               | Lotto-Soudal                  | + 20"                         |                               |
| 7è                            | Milan Menten                  | Sport Vlaanderen-Baloise      | + 20"                         |                               |
| 8è                            | Lucas Eriksson                | Riwal Readynez                | + 20"                         |                               |
| 9è                            | Ievgueni Guiditx              | Astana                        | + 41"                         |                               |
| 10è                           | Alessandro Fedeli             | Delko Marseille Provence      | + 1' 43"                      |                               |

### Classificació per equips
| Classificació per equips | Classificació per equips    | Classificació per equips | Classificació per equips |
| Equip                    | Equip                       | Temps                    |                          |
| ------------------------ | --------------------------- | ------------------------ | ------------------------ |
| 1r                       | Lotto Soudal                | 76h 00' 56"              |                          |
| 2n                       | Israel Cycling Academy      | + 0"                     |                          |
| 3r                       | Mitchelton-Scott            | + 0"                     |                          |
| 4t                       | Uno-X Norwegian Development | + 0"                     |                          |
| 5è                       | Team Sunweb                 | + 6"                     |                          |
| 6è                       | Ineos                       | + 7"                     |                          |
| 7è                       | Astana                      | + 28"                    |                          |
| 8è                       | Deceuninck-Quick Step       | + 3' 58"                 |                          |
| 9è                       | UAE Team Emirates           | + 4' 14"                 |                          |
| 10è                      | Arkéa-Samsic                | + 4' 52"                 |                          |

## Evolució de les classificacions
| Etapa                  | Vencedor               | Classificació general | Classificació per punts | Classificació de la muntanya | Classificació dels joves | Classificació per equips |
| ---------------------- | ---------------------- | --------------------- | ----------------------- | ---------------------------- | ------------------------ | ------------------------ |
| 1                      | Cees Bol               | Cees Bol              | Cees Bol                | Fridtjof Røinås              | Jacob Eriksson           | Lotto Soudal             |
| 2                      | Álvaro Hodeg           | Cees Bol              | Kristoffer Halvorsen    | Henrik Evensen               | Álvaro Hodeg             | Sunweb                   |
| 3                      | Edvald Boasson Hagen   | Edvald Boasson Hagen  | Alexander Kristoff      | Markus Hoelgaard             | Joris Nieuwenhuis        | Sunweb                   |
| 4                      | Edoardo Affini         | Edvald Boasson Hagen  | Alexander Kristoff      | Markus Hoelgaard             | Edoardo Affini           | Lotto Soudal             |
| 5                      | Alexander Kristoff     | Alexander Kristoff    | Alexander Kristoff      | Elmar Reinders               | Edoardo Affini           | Lotto Soudal             |
| 6                      | Kristoffer Halvorsen   | Alexander Kristoff    | Alexander Kristoff      | Elmar Reinders               | Kristoffer Halvorsen     | Lotto Soudal             |
| Classificacions finals | Classificacions finals | Alexander Kristoff    | Alexander Kristoff      | Elmar Reinders               | Kristoffer Halvorsen     | Lotto Soudal             |